# Doctor Johannes Faust
Doctor Johannes Faust. Ein Puppenspiel in vier Aufzügen ist ein Puppenspiel von Karl Simrock, das 1846 im Verlag Brönner in Frankfurt/Main erschien. Der Inhalt bezieht sich dem Titel entsprechend auf den Fauststoff.

## Personen

### Hauptsächliche Personen
- Doktor Johannes Faust
- Mephistopheles
- Christoph Wagner (Fausts Famulus)
- Herzog von Parma
- Die Herzogin (Gemahlin des Herzogs)
- Don Carlos (Seneschall Parmas)
- Kasperle (Fausts Diener, später Nachtwächter)
- Gretl (Kasperles Frau)
- Vitzliputzli (höllischer Geist)
- Polümor (höllischer Geist)
- Asmodi (höllischer Geist)
- Astarot (höllischer Geist)
- Auerhahn (höllischer Geist)
- Haribax (höllischer Geist)
- Megära (höllischer Geist)

### Stimmen
- Fausts Schutzgeist
- Stimme des Teufels
- Stimme des Gerichts
- Das gemeinsame Kind von Kasperle und Gretl (als Regieanweisung)

### Erscheinungen (ohne Redeanteil)
- König Salomon
- Samson und Delila
- Judith und Holofernes
- David und Goliath
- Helena

## Aufzüge
| Aufzug | Beschreibung |
| I.     | Doktor Faust rekapituliert die Sinnlosigkeit seines Lebens, das er durch seine Studien vergeudet hat. Nun ist er zum Äußersten bereit und will sich der Geisterbeschwörung widmen. Sein Famulus überreicht ihm einen Folianten, der von drei unbekannten Studenten übergeben wurde. Zur gleichen Zeit reist Kasperle als Vagabund durchs Land. Wagner wird auf Kasperle aufmerksam und bietet ihm Arbeit, Lohn und Unterkunft an. Fortan soll Kasperle Wagner und Faust dienen. |
| II.    | Faust beginnt damit, das Buch zu studieren, welches ihm hinterlassen wurde. Es offenbart die Kunst der Geisterbeschwörung. Damit beschwört er acht Dämonen, die er einen nach dem anderen testet. Mittels der Frage, wie schnell jeder sei, wählt er Mephistopheles, welcher so schnell ist wie der menschliche Gedanke. Darauf kommt der Pakt zwischen Faust und Mephistopheles zustande. Der Doktor, der nicht länger in Mainz verweilen will, befiehlt Mephistopheles sodann, ihn nach Parma zu bringen. Darauf erscheint Kasperle und findet das zurückgelassene Buch. Im Handstreich beschwört Kasperle die sieben verbliebenen Dämonen. Die Geister testend und ärgernd, wählt er für sich Auerhahn. Kasperle folgt Faust auf dem Rücken eines Drachen nach Parma. |
| III.   | Der Seneschall von Parma, Don Carlos, soll auf dem Fest der Herzogin für Unterhaltung sorgen und sucht händeringend nach Ideen. Kasperle, der vom Rücken des Drachen fällt, landet direkt vor dessen Füßen. Kasperle gibt zu verstehen, dass er ein Diener Fausts ist. Don Carlos wittert daraufhin seine Chance, eine große Attraktion vorweisen zu können, indem Faust sein Können vor dem Herzog und der Herzogin unter Beweis stellen soll. Als Faust erscheint, beschwört er auf Wunsch der Herzogin diverse biblische Helden und Heldinnen. Der Doktor erlangt durch das Schauspiel große Gunst und wird an die Festtafel gebeten, doch Mephistopheles warnt Faust davor mitzugehen. Mephistopheles befürchtet einen Giftanschlag des Herzogs und dass man den Doktor der Inquisition preisgeben wird. Währenddessen prahlt Kasperle auf den Straßen Parmas mit Dämonenbeschwörung, wodurch er Ängste im Volk schürt. Er wird von Faust zurückgelassen, welcher nach Konstantinopel flieht. Kasperle kehrt daraufhin nach Mainz zurück. |
| IV.    | Mephistopheles hat Faust inzwischen zwölf Jahre lang gedient (starke Zeitraffung). Nach diesen Jahren erkennt Faust, dass er selbst mit dem Genuss des Lebens keine Freude gefunden hat. Er sehnt sich nach Absolution und der Gnade Gottes. Während Faust versucht, sich im Glauben zu retten, wendet Mephistopheles eine letzte List an und beschwört ein Trugbild von Helena, das Faust vom Gebet abhält. Zudem reklamiert Mephistopheles die früh ablaufende Frist. Kasperle, der nun als Nachtwächter arbeitet, um Kind und Frau zu ernähren, begegnet nach zwölf Jahren noch einmal seinen alten Meister. Kasperle, welcher von Faust zunächst nicht wiedererkannt wird, fordert seinen noch ausstehenden Lohn alter Dienste, doch nimmt er den mit Knöpfen geschmückten Rock von Faust als Pfand nicht an, weil Kasperle fürchtet, der Teufel würde ihn holen, wenn er diesen tragen würde. Im nächsten Auftritt erscheint wieder Mephistopheles, um nun endgültig Fausts Seele einzufordern. Die Stimme des Gerichts gibt Faust der Verdammnis preis. Das Schicksal des Kasperle findet sich in der Ehe mit Gretl, sodass das Puppenspiel in Zank, Gesang und Tanz endet. |

## Ausformung des Puppenspiels
Karl Simrocks Beitrag des Fauststoffes als Puppenspiel lässt sich auf den Einfluss des Volksbuches und des Dramas von Christopher Marlowe zurückführen, möglicherweise auch auf die Puppenspiele der Schütz- und Dreherschen Gesellschaft, die Simrock in den 1820er Jahren sichtete. Dr. Johannes Faust zeigt Simrocks typische Arbeitsweise der freien Umschöpfung durch Um-, Nach- und Neudichtung des Stoffs, was sich auf die Vers- und Prosaform auswirkt.
Der Text wechselt zwischen Prosa und gereimten Versformen. Die Versform mit ihren Paarreimen kommt unregelmäßig daher. Der Vers steht genauso wie die Prosa in der Funktion des Monologes, Dialoges oder der Burlesken und Liedern des Kasperle. Prosa und Versform sind anteilig gleich im Text verteilt.
Uneindeutig ist die Art des Puppenspiels. Bemessen am Kasper, welcher ein stetiger Bestandteil des Puppenspiels ist, unterscheidet man zwischen Handpuppen und Marionettentheater. Im Marionettentheater ist die Kasperfigur eine Nebenfigur in der Rolle des Dieners, während sie im Handpuppentheater die Hauptfigur ausmacht und komische Dialoge oder Prügelszenen ausführt. Der Kasperle in Simrocks Puppenspiel ist sowohl ein Diener als auch die lustige Person, welche Prügel einsteckt oder verteilt. Durch die Mischung der Eigenarten des Puppenspiels lässt sich kaum zwischen Handpuppenspiel und dem Marionettentheater unterscheiden.

## Inszenierung durch die Augsburger Puppenkiste
Eine Bearbeitung des Faust-Puppenspiels gehörte seit 1948 zum Repertoire der Augsburger Puppenkiste. Nach der Neueröffnung der Puppenkiste mit dem Märchenstück Der gestiefelte Kater folgte das Faust-Puppenspiel als erstes Stück für ein erwachsenes Publikum. Die Premiere war am 16. September 1948, inszeniert von Walter Oehmichen, welcher auch die Titelrolle sprach. Zweimal, 1954 und 1961, wurde diese Inszenierung im Fernsehen gezeigt und 2006 auf DVD veröffentlicht. Manfred Jenning sprach Mephisto sowie den Kasperl.

## Filmisches Pendant
Die Kombination aus Puppenspiel und Fauststoff findet sich in ihrer Art, wie sie Simrock durch den Text hinterlassen hat, auch in der filmischen Umsetzung in Jan Svankmajers Lekce Faust wieder.